# Boekenbal

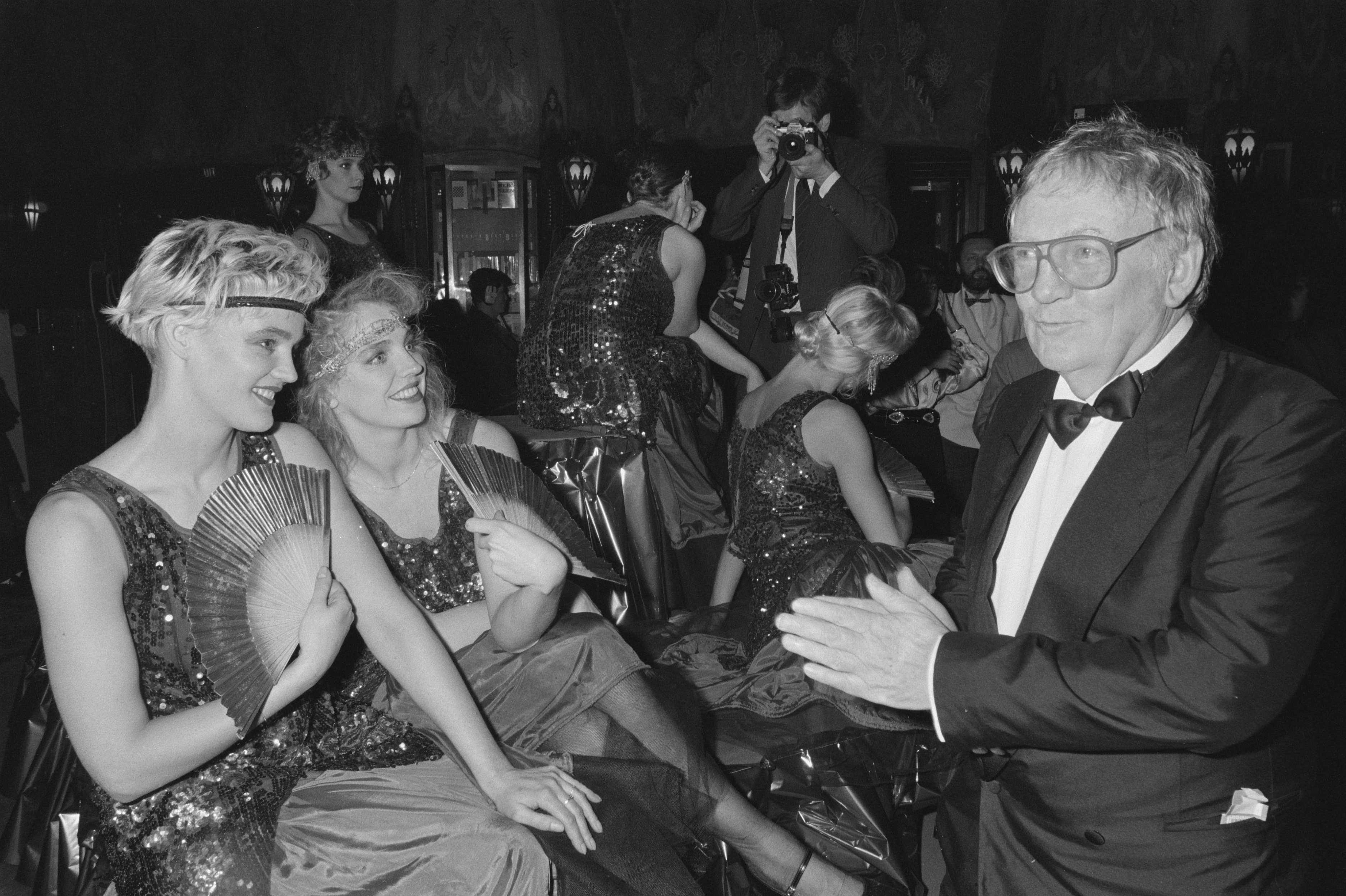
Hugo Claus op het Boekenbal (1989)

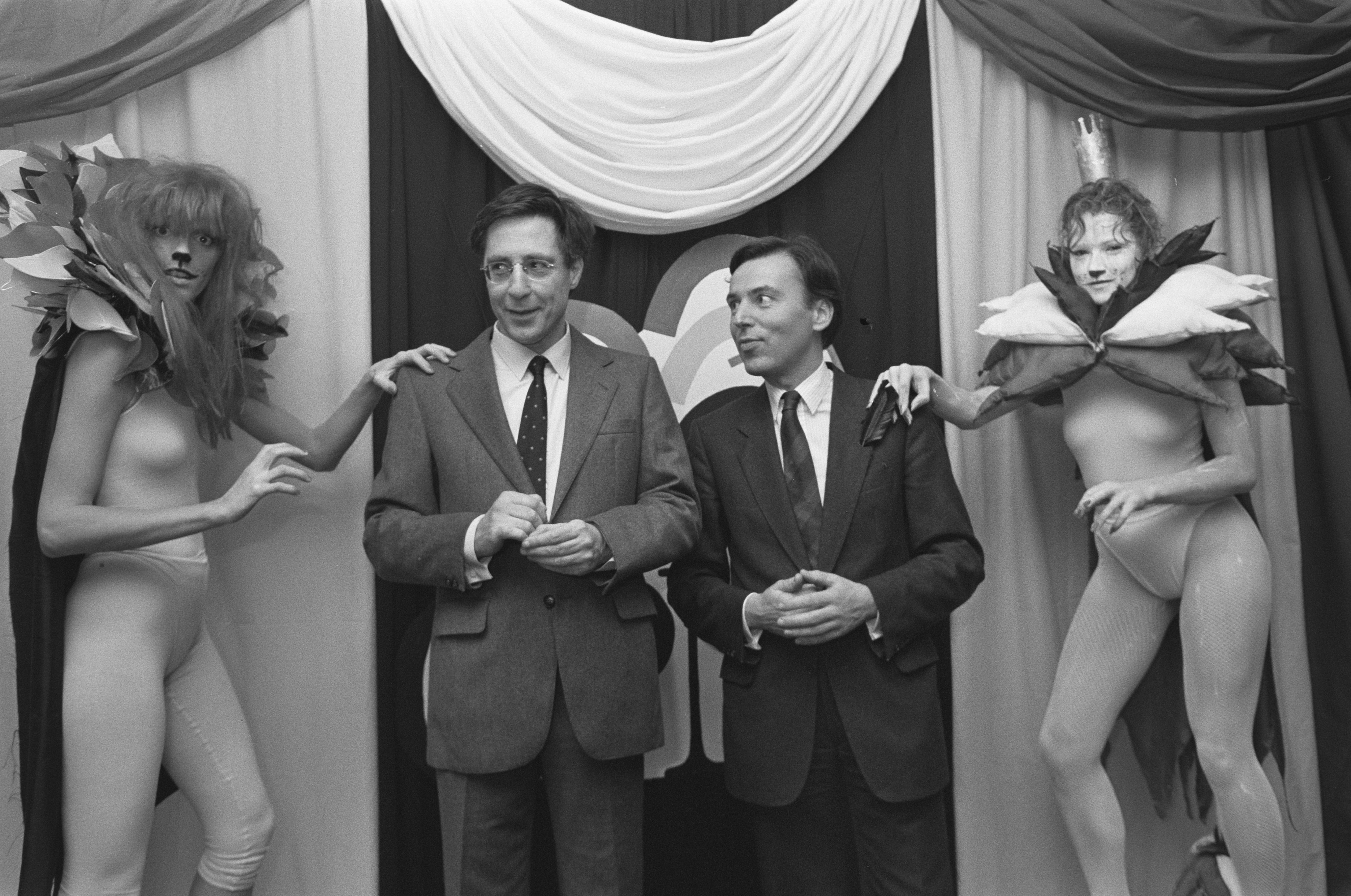
Maarten Biesheuvel en minister Brinkman (Boekenbal 1988)

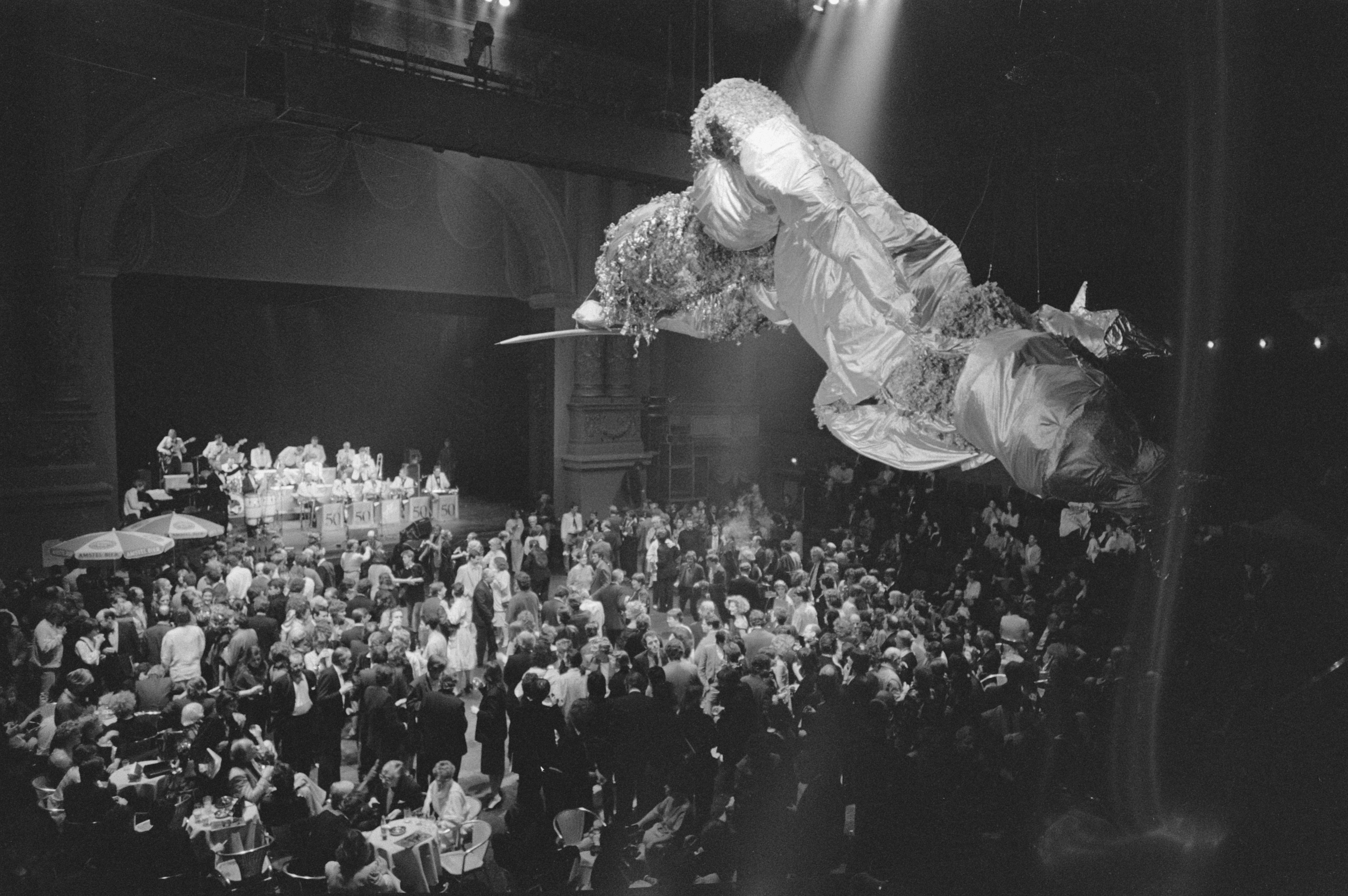
Dansen (Boekenbal 1985)

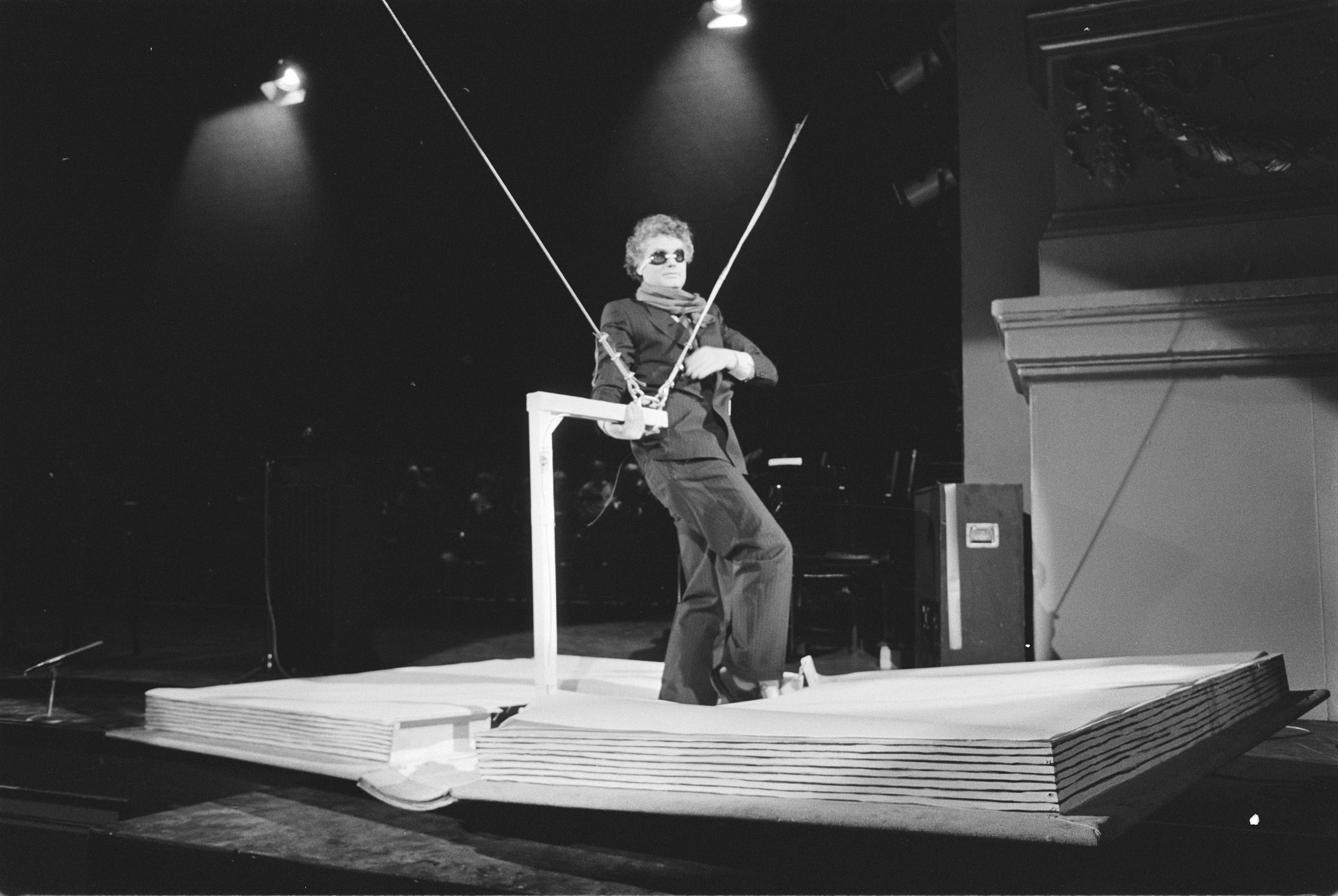
Adriaan van Dis landt
(Boekenbal 1984)

Het Boekenbal is het traditionele openingsbal gehouden op de vooravond van de door de CPNB georganiseerde Boekenweek. Het evenement vindt meestal plaats in de Stadsschouwburg in Amsterdam.

## Geschiedenis
Het eerste Boekenbal in 1947 werd in het Concertgebouw gehouden en het bal vond ook plaats in het Stedelijk Museum (1968 en 1969), de RAI (1965-66, 1970-71), Hotel Krasnapolsky (1972), een manege in het Brabantse dorp Diessen (1981), Carré (1984), Paradiso (2017) en Escape (2022). Het Boekenbal werd vrijwel meteen een traditie.
Deze traditie bloedde eind jaren zeventig dood maar vanaf het begin van de jaren tachtig, toen het accent van de Boekenweek  verschoof ten faveure van 'het literaire boek', groeide het bal met de aanwezigheid van vele feestende schrijvers uit tot een mediaspektakel. 
Omdat het bal alleen voor genodigden toegankelijk is, en er tegelijkertijd uitgebreid in de media verslag van wordt gedaan, geldt het als een elitair evenement. Kaartjes voor het bal worden grotendeels toegewezen via uitgeverijen. Een aspect van de kritiek op het Boekenbal is dan ook dat het vooral de medewerkers en relaties van uitgevers zijn die het bal bezoeken.
Sinds 2002 wordt tegelijk met het Boekenbal in de op een steenworp afstand van de Stadsschouwburg gelegen zaal Paradiso een 'alternatief' boekenbal gehouden, dat ontstaan is uit kritiek op het uitnodigingenbeleid van de Stichting CPNB en de geringe plaats van de literatuur op het Boekenbal. In 2021 werd geen boekenbal gehouden vanwege de coronapandemie die in 2020 uitbrak.

## Relletjes
De opening van de Boekenweek gaat soms vergezeld van een, al dan niet literair, relletje.
- In 2000 schreef Harry Mulisch het boekenweekgeschenk Het theater, de brief en de waarheid. Het boek was gebaseerd op de affaire rond Jules Croiset, die in 1988, naar aanleiding van de geplande opvoering van het door hem antisemitisch gevonden theaterstuk Het vuil, de stad en de dood zijn eigen ontvoering in scène zette om tegen opkomend antisemitisme te waarschuwen. Ook een aantal dreigbrieven, waaronder één aan het gezin van Freek de Jonge, was onderdeel van Croisets actie. Freek de Jonge beschouwde Mulisch' weergave van de affaire als een kritiekloze rehabilitatie van Croiset, terwijl het leed dat deze had veroorzaakt door dreigbrieven te versturen niet aan bod kwam. Hij hernoemde de conference waarmee hij de Boekenweek zou openen tot De conferencier, het boekenweekgeschenk en de leugen, en liet doorschemeren dat hij Mulisch' boek tijdens het optreden zou gaan verbranden. Vlak na zijn opkomst verbrak hij de gespannen sfeer in de zaal door aan de in het publiek aanwezige Harry Mulisch om een vuurtje te vragen.
- In 2004 kreeg Boekenbalbezoeker Beau van Erven Dorens het aan de stok met enkele Delftse studenten. Zijn half geslaagde poging om een van hen een vuistslag toe te dienen werd door een televisiecamera vastgelegd. Van Erven Dorens werd vervolgens van het bal verwijderd.
- In 2005 werd enkele schrijvers, van wie bekend was dat ze op de avond van het Boekenbal ook het concurrerende Bal der Geweigerden zouden bijwonen, meegedeeld dat ze de toegezegde kaarten voor het Boekenbal van de CPNB niet zouden ontvangen. Eerder was al commotie ontstaan door de aankondiging dat op het Bal der Geweigerden een Gouden Doerian zou worden uitgereikt voor het slechtste literaire boek van het voorgaande jaar.

## Kinderboekenbal
De Kinderboekenweek wordt traditioneel geopend met het Kinderboekenbal. In 2007 vond het bal  plaats op 2 oktober in het Muziekgebouw aan 't IJ. Hier werd tevens de winnaar van de Gouden Griffel bekendgemaakt. Naast vele schrijvers was er een gemaskerd bal. In 2008 was het op 30 september.

## Fotogalerij

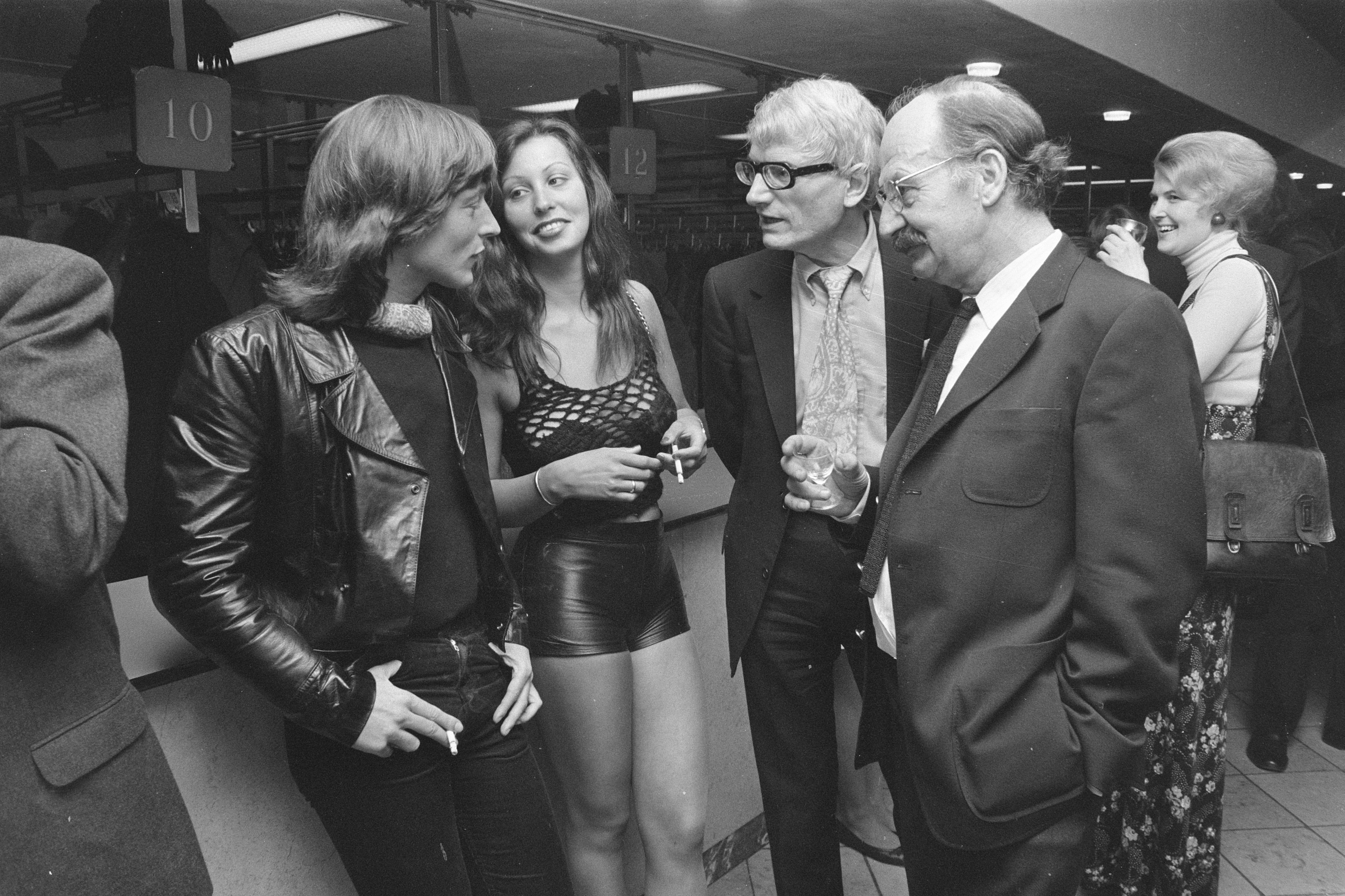
Theo Kars, diens echtgenote Karin, Adriaan Morriën en Metten Koornstra (Boekenbal 1972)
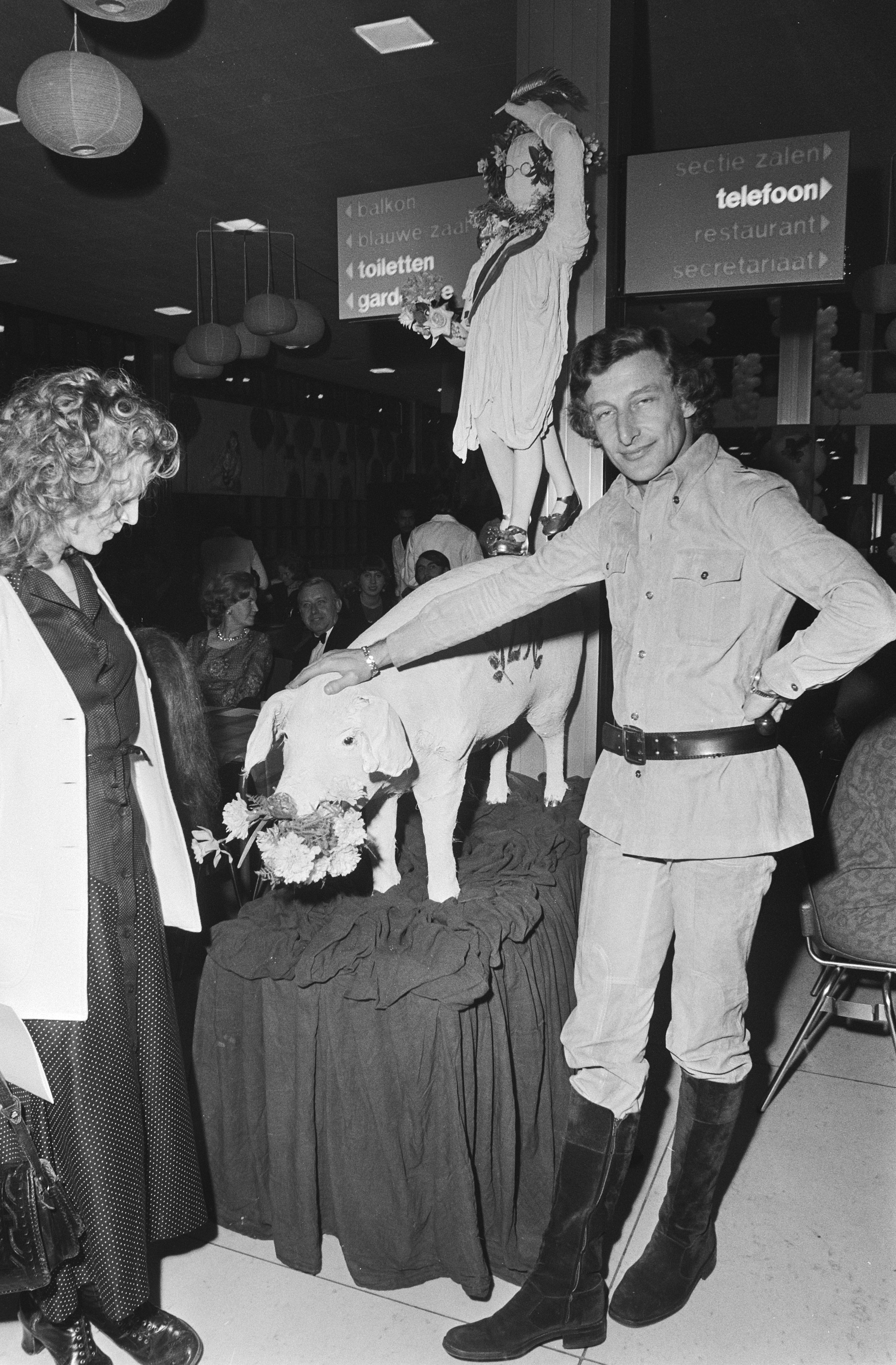
Harry Mulisch en varken (Boekenbal 1971)
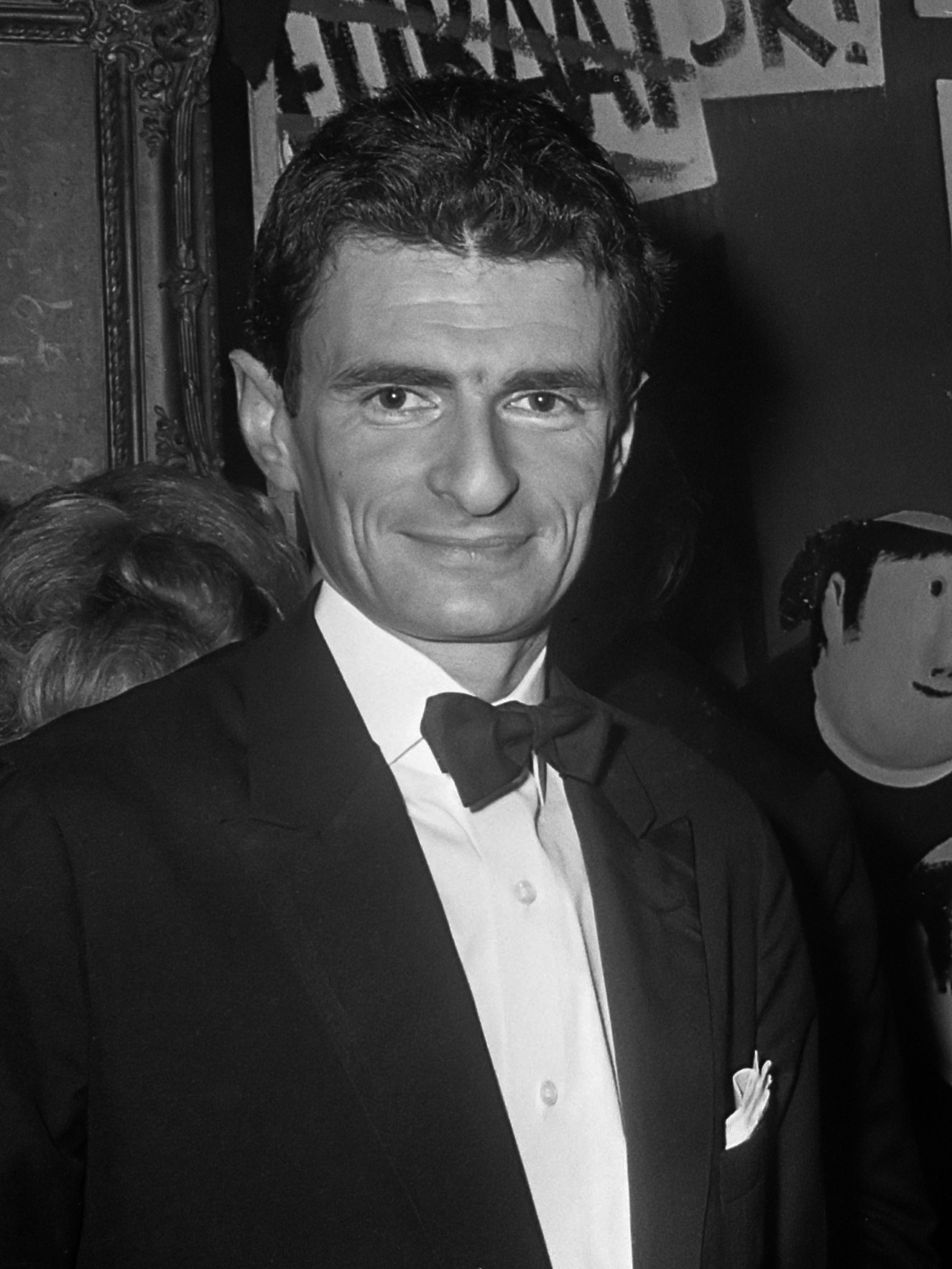
Jerzy Kosinski (Boekenbal 1969)
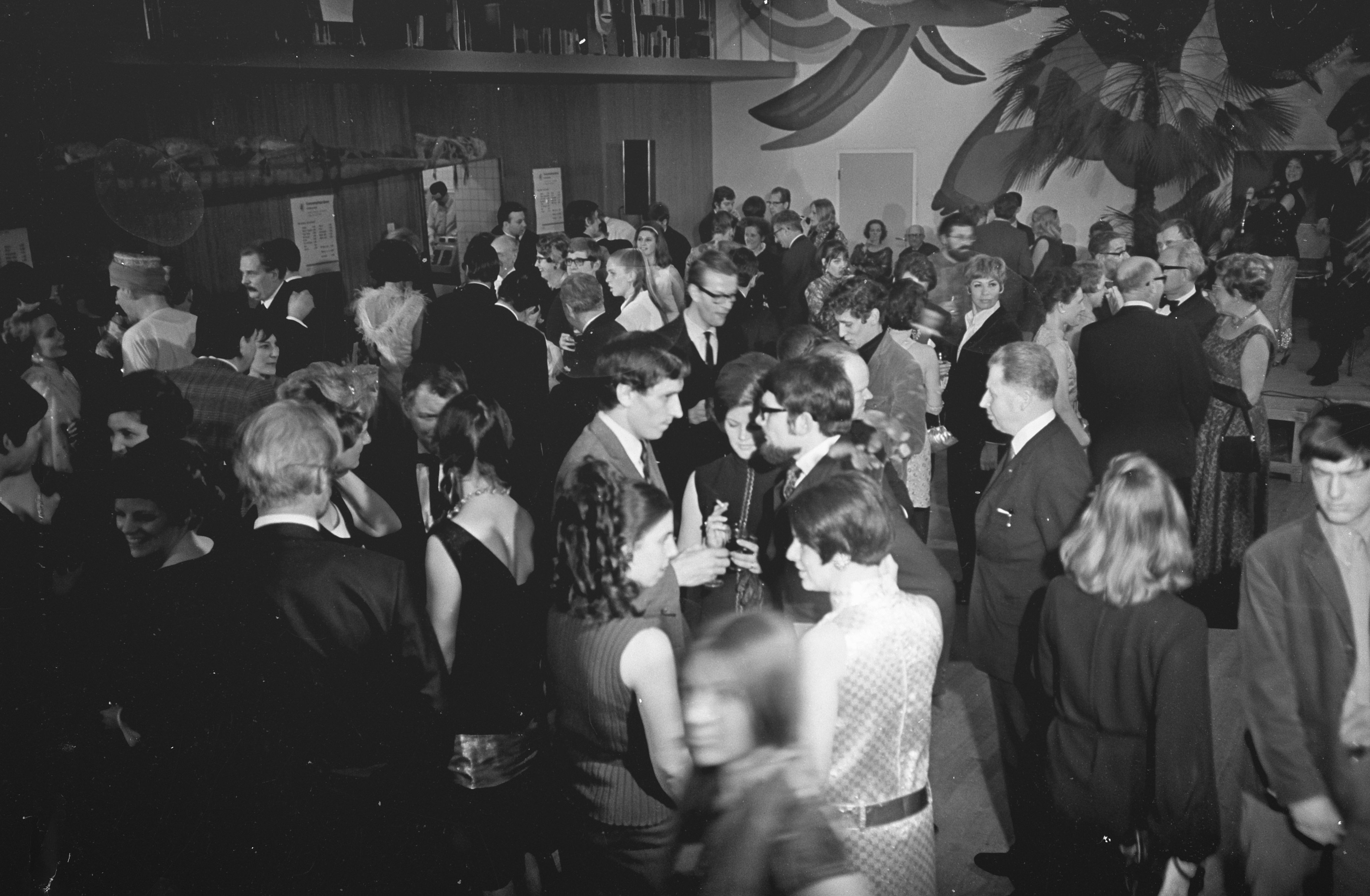
Dansen op het Boekenhal (Stedelijk, 1968)